# Litopus schoutedeni
Litopus schoutedeni är en skalbaggsart som beskrevs av Louis Burgeon 1931. Litopus schoutedeni ingår i släktet Litopus och familjen långhorningar. Inga underarter finns listade i Catalogue of Life.